# Павле Мърмевски
Павле Лазаров Мърмевски (на македонска литературна норма: Павле Лазар Мрмевски) е новинар, един от пионерите на агенционната журналистика в Социалистическа Република Македония.

## Биография
Роден е в 1925 година в град Прилеп, тогава в Югославия, във видно българско семейство. Участва в Комунистическата съпротива във Вардарска Македония по време на Втората световна война. В 1947 г. започва работа като дописник на Танюг от Македония. В агенцията работи 40 години като дописник, редактор и накрая директор за Македония. Умира в 2003 година в Скопие.